# Matt Palmer
Pour les articles homonymes, voir Palmer et Matt Palmer (football).
Jonathan Matt Palmer (né le 21 mars 1979 à Memphis, Tennessee, États-Unis) est un lanceur droitier de baseball évoluant en Ligue majeure. 

## Biographie
Étudiant au Three Rivers Community College puis à la Missouri State University, Matt Palmer est drafté le 7 juin 2002 par les Giants de San Francisco. Un an plus tôt, il avait repoussé une offre des Rockies du Colorado.
Il débute en Ligue majeure le 16 août 2008. Il joue trois matches comme lanceur partant pour 2 défaites.
Devenu agent libre à la fin de la saison 2008, il signe chez les Angels de Los Angeles d'Anaheim en décembre 2008. Au 4 juin 2009, il compte cinq victoires pour aucune défaite pour 8 matches joués dont 7 comme partant avec les Angels.
Après trois saisons chez les Angels, il signe chez les Padres de San Diego le 1er décembre 2011.

## Statistiques
| Saison | Équipe        | G  | GS | CG | SHO | V  | D | SV | IP    | SO | ERA  |
| ------ | ------------- | -- | -- | -- | --- | -- | - | -- | ----- | -- | ---- |
| 2008   | San Francisco | 3  | 3  | 0  | 0   | 0  | 2 | 0  | 12.2  | 3  | 8,53 |
| 2009   | LA Angels     | 40 | 13 | 1  | 0   | 11 | 2 | 0  | 121.1 | 69 | 3,93 |
| 2010   | LA Angels     | 14 | 1  | 0  | 0   | 1  | 2 | 0  | 33.2  | 17 | 4,54 |
| Totaux | Totaux        | 57 | 17 | 1  | 0   | 12 | 6 | 0  | 167.2 | 89 | 4,40 |

| Saison | Équipe    | G | GS | CG | SHO | V | D | SV | IP  | SO | ERA   |
| ------ | --------- | - | -- | -- | --- | - | - | -- | --- | -- | ----- |
| 2009   | LA Angels | 2 | 0  | 0  | 0   | 0 | 0 | 0  | 2.2 | 2  | 13,50 |
| Totaux | Totaux    | 2 | 0  | 0  | 0   | 0 | 0 | 0  | 2.2 | 2  | 13,50 |

Note: G = Matches joués ; GS = Matches comme lanceur partant ; CG = Matches complets ; SHO = Blanchissages ; 
V = Victoires ; D = Défaites ; SV = Sauvetages ; IP = Manches lancées ; SO = retraits sur des prises ; ERA = Moyenne de points mérités.